# Conrad Bain
Conrad Stafford Bain (Lethbridge, 4 de fevereiro de 1923 — Livermore, 14 de janeiro de 2013) foi um ator canadense. Seus créditos de televisão incluem um papel principal como Phillip Drummond no seriado cômico Diff'rent Strokes (Minha Família é uma Bagunça na Nickelodeon  ou Arnold no SBT).

## Vida e carreira

### Vida pessoal
Bain nasceu em Lethbridge, Alberta, filho de Jenan Agnes (née Young) e Stafford Harrison Bain, que era atacadista. Ele estudou na Escola Banff de Belas-artes antes de servir no Exército Canadense durante a II Guerra Mundial. Então ele estudou em Nova York na Academia Americana de Artes Dramáticas, onde seus colegas de classe incluía o ator Charles Durning e o comediante Don Rickles; ele se tornou um cidadão naturalizado dos Estados Unidos em 1946 antes de se graduar em 1948.
Bain teve três filhos e uma filha com Monica Sloan, com quem foi casado até a morte dela em 2009. Seu irmão gêmeo idêntico é Bonar Bain, que uma vez atuou como seu gêmeo do mal ("Hank Bain") em um episódio da SCTV. Bonar também atuou como seu irmão Arnold em um episódio de "Maude".

### Carreira
Depois de uma contratação no Stratford (Ontario) Festival de Shakespeare, Bain teve ainda mais
sucesso como um ator de estágio na 1956 Broadway renascimento de Eugene O'Neill's
Cometa do ladrão de jóias. O crítico jornal New York Times notou que seu papel foi "especialmente bem atuado." Bain foi outros créditos de teatro da Broadway incluindo Cândido, Conselho e Permissão, Um inimigo das Pessoas, Tio Vanya, e Em Tempo Emprestado. Fora da Broadway, ele apareceu na corrida original de Steambath. Enquanto fazia trabalho de estágio na cidade de Nova York, Bain também encontrou trabalho na televisão aparecendo na novela Sombras Escuras como o inquilino de uma cidade durante a Estação 1 e 2.
No início dos anos 1970, Bain apareceu em filmes baseados em Nova York como Amantes e Outros Estrangeiros e As bananas do Woody Allen antes de alcançar reconhecimento nacional para seu trabalho na televisão. Ele é mais conhecido por seus papéis como Dr. Arthur Harmon em Maude (1972-78) e Phillip Drummond em "Minha Família é uma Bagunça na Nickelodeon ou Arnold no SBT (1978-86)". Em 1996, Bain reprisou seu papel de Phillip Drummond no final da série "The Fresh Prince of Bel-Air (Um Maluco no Pedaço).

## Morte
Faleceu aos 89 anos, em sua casa na cidade de Livermore, Califórnia, por morte natural deixando três filhos, uma filha e um irmão ainda vivo, Bonar Bain. A filha do ator, Jennifer, falou ao site TMZ: "Ele era uma pessoa maravilhosa. Era parecido com o Sr. Drummond, mas muito mais interessante na vida real. Era um pai maravilhoso" 